# Apostolo Zeno
Apostolo Zeno (Venècia, 11 de desembre de 1668 - Venècia, 11 de novembre de 1750) fou un crític literari, periodista, dramaturg, llibretista d'òpera i poeta venecià.

## Biografia
D'origen noble, va prendre part en la fundació de l'Accademia degli Animosi el 1691, i va escriure el seu primer llibret d'òpera el 1695, Gli inganni felici, cosa que el va convertir en el llibretista de moda fins a l'arribada de Pietro Metastasio.
Encara que va començar com a periodista a la Galleria di Minerva, va crear el 1710, amb Scipione Maffei, Antonio Vallisneri i el seu germà Pier Caterino Zeno, el trimestral Giornale de' letterati d'Italia, del qual va arribar a publicar vint volums, transformant-se en una de les publicacions més prestigioses d'Itàlia en la qual van col·laborar Scipione Maffei, Antonio Vallisneri, Eustachio Manfredi, Ludovico Antonio Muratori, Giovanni Battista Morgagni, Giambattista Vico o Bernardino Ramazzini. Va rebre de l'emperador Carles VI el títol de cronista real i va marxar a residir a la seva cort de Viena. Havia format una rica biblioteca, que va donar el 1747 als Dominics del Sant Rosari. Reemplaçat per Metastasio, va tornar a Venècia el 1729, i es va dedicar a l'erudició i a la numismàtica.

## Obra

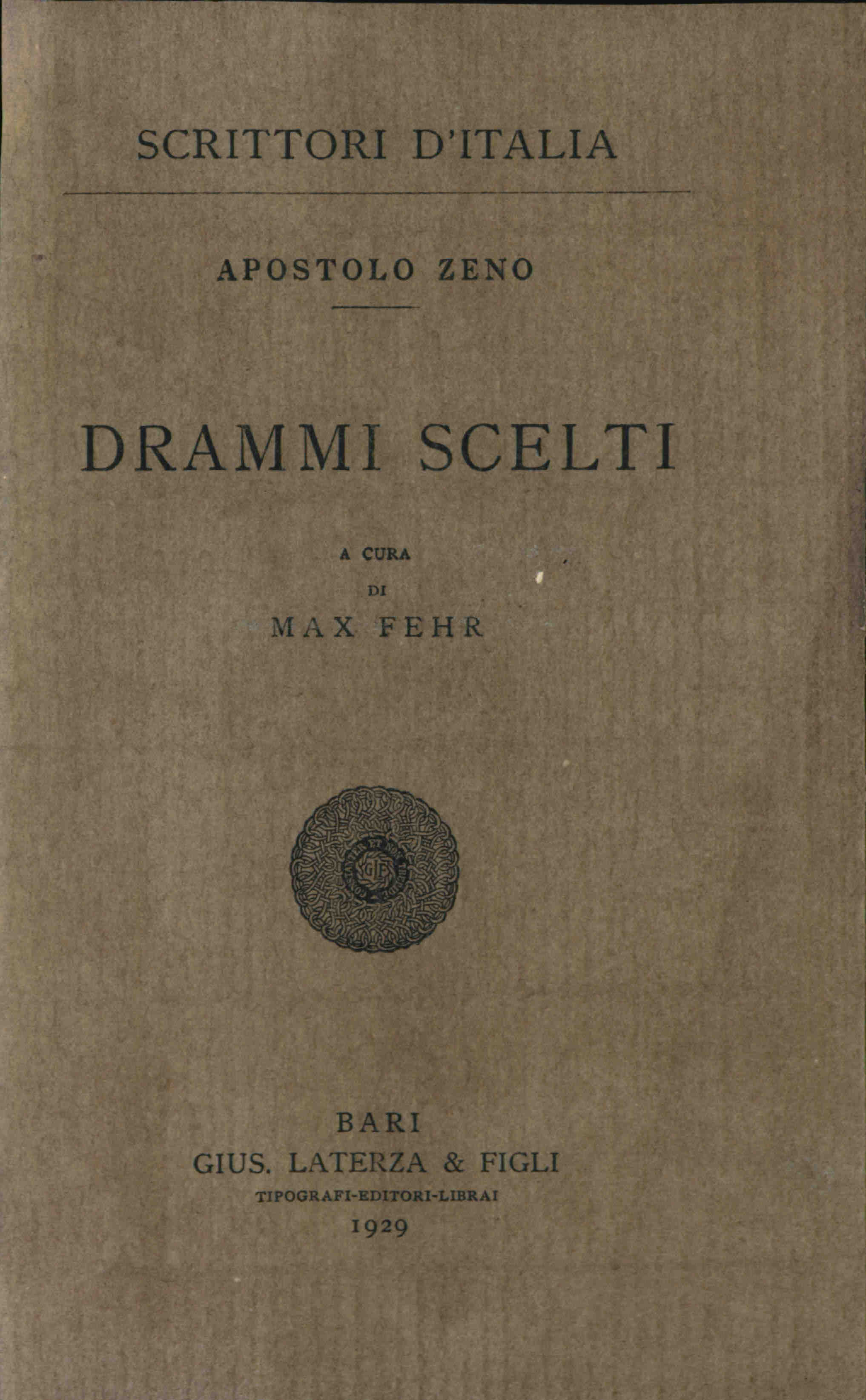
Drammi scelti

Va escriure 63 peces dramàtiques (tragèdies, comèdies, òperes, oratoris) en les quals va seguir els principis del bon gust i del classicisme arcàdic i les unitats aristotèliques; 36 d'elles són llibrets d'òpera d'argument històric i mitològic, entre elles Gli inganni felici, 1695, Faramondo, 1698, Lucio Vero, 1700, Merope, 1711, Alessandro Severo, 1716, Griselda, 1718, Teuzzone, 1719, Semiramide, 1725; 17 oratoris, entre ells Giuseppe, 1722, Gioaz, 1726, David umiliato, 1731; diverses poesies líriques i de circumstàncies; 2 volums de Dissertazioni vossiane (suplements a les investigacions de Vossius sobre els historiadors llatins); pòstumes van aparèixer Annotazioni alla Biblioteca della eloquenza italiana di Giusto Fontanini. Es conserva també un cabalós Epistolari.

## Algunes de les seves òperes
- Eumene (1697), música de Gasparini, Porpora, Albinoni i Jommelli
- Lucio Vero (1700), música de Albinoni, Gasparini, Galuppi, Jommelli i Traetta
- Griselda (1701), música de Albinoni, Predieri, Scarlatti i Vivaldi
- L'amore generoso (1707), música de Gasparini, Vivaldi i Galuppi
- Merope (1711), música de Gasparini, Predieri, Vivaldi, Jommelli, Gassmann i Traetta
- Lucio Papirio dittatore (1719), música de Caldara, Hasse, Graun, Galuppi, Paisiello, Anfossi i Cherubini
- Caio Fabbrizio (1729), música de Caldara, Hasse i Graun
- Armida abbandonata, li posà música l'any 1906 el compositor napolità Gennaro Napoli.[4]